# Geländegängiges Mehrzweckgerät 2,5
Das Geländegängige Mehrzweckgerät 2,5 (GMG 2,5) war ein Fahrzeug der Eilenburger Baumaschinenwerke (EBAWE).
Das GMG 2,5 entstand als Nachfolger des GMG 2-70, das seit 1966 im Dienst stand. Das Fahrzeug wurde entsprechend den Anforderungen der Nationalen Volksarmee der DDR entwickelt und eignete sich auch besonders für den feldmäßigen Umschlag von Gütern bis 2,5 t unter erschwerten Bedingungen. Es konnte auch als leichter Schlepper oder Bergefahrzeug eingesetzt werden. Zwischen 1986 und 1987 wurden insgesamt 77 Fahrzeuge entsprechend dem Bedarf ausgeliefert. Das GMG 2,5 wurde unter anderem aus Teilen des LKW W 50 gebaut.
Das Fahrzeug hatte eine als Wipp-Hubmast ausgeführte Hubeinrichtung. Der Allradantrieb war so ausgelegt, dass er bei Straßenfahrt mechanisch, bei Stapelbetrieb hydromechanisch erfolgte. Im Stapelbetrieb war eine Allradlenkung verfügbar. Die hydromechanische Übertragung hatte eine elektromechanische Ansteuerung.
Das GMG 2,5 war mit einer Seilwinde (Zugkraft 25 kN), einer Reifendruckregelanlage, einer Watanlage für das Durchfahren von Wasserhindernissen sowie Verteiler- und Ausgleichsgetriebesperren ausgestattet. Das Gerät konnte selbständig in Kolonnen mitfahren.
Das GMG 2,5 war ursprünglich für die Verwendung bei allen Armeen des Warschauer Vertrages vorgesehen. Neben der militärischen wurde auch eine zivile Variante des Fahrzeugs gebaut.

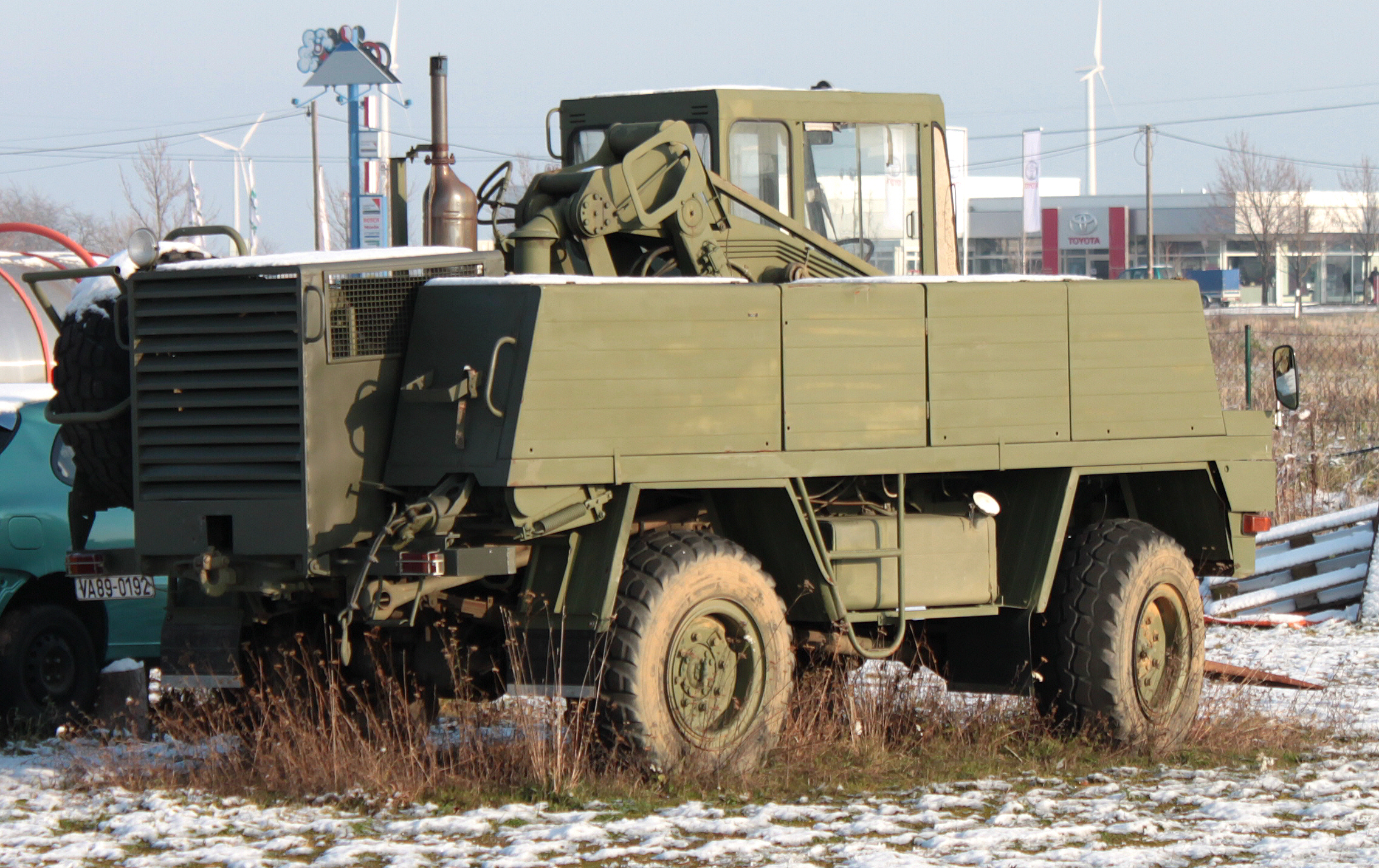
GMG 2,5 von hinten
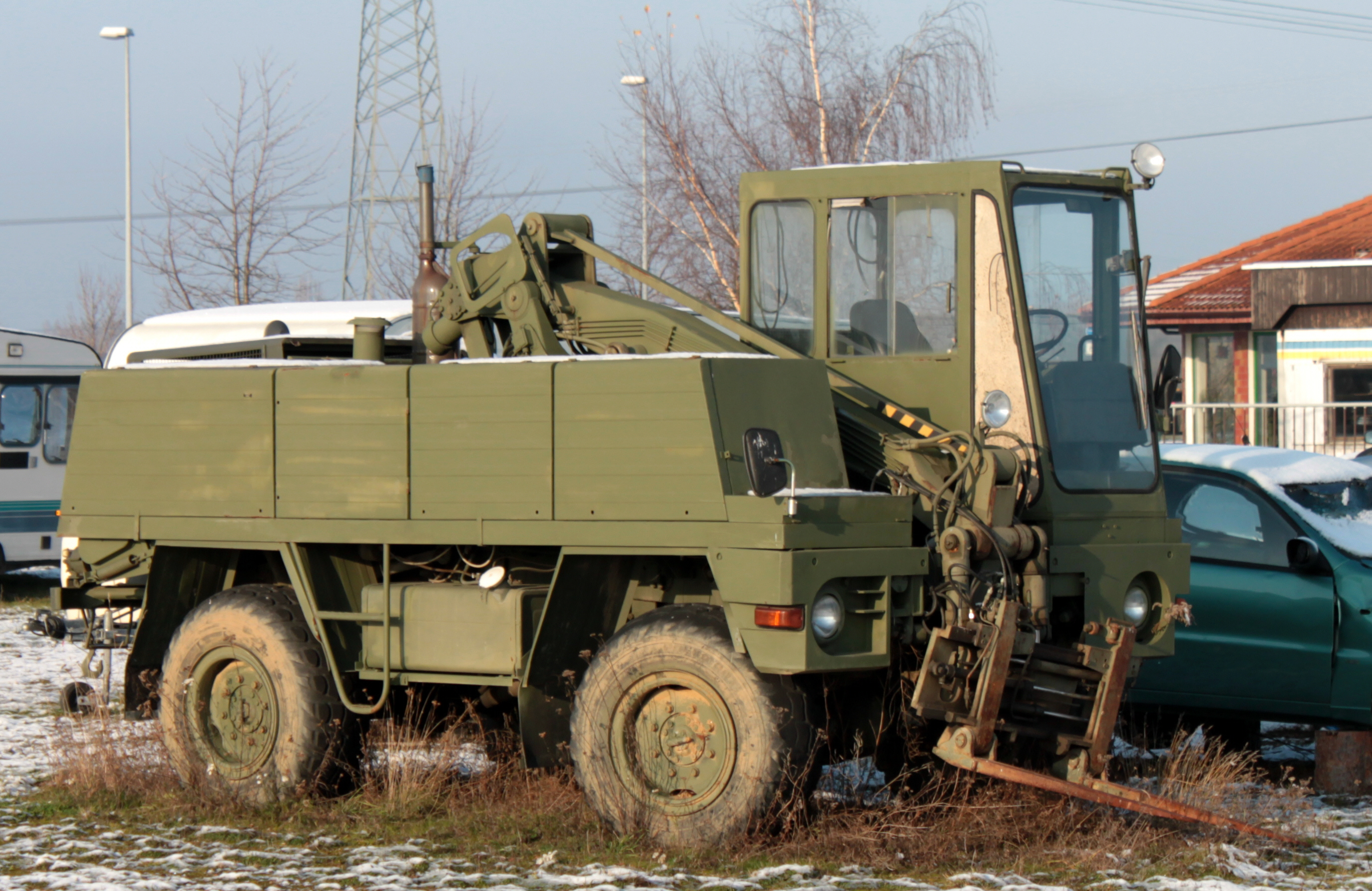
GMG 2,5 von vorne

## Technische Daten
- Länge bei Straßenfahrt: 5440 mm
- Länge bei Stapelbetrieb: 6630 mm
- Breite: 2490 mm
- Höhe: 3000 mm
- Radstand: 2600 mm
- Höchstgeschwindigkeit: 60 km/h
- Anhängermasse: max. 8 t bei 25 km/h
- Leergewicht: 8,8 t
- Tragfähigkeit: 2,5 t
- Motor: Dieselmotor Typ 3 VD 14,5 / 12-2 SRW/DM/4 mit 62 kW
- Wendekreis: 9,5 m (Allrad)
- Tankinhalt: 150 l
- max. Hubhöhe: 3200 mm
- max. Ausladung: 2200 mm
- Steigfähigkeit: 55 %
- Watfähigkeit: 0,8 m
- Überhangwinkel: 45 Grad vorn, 31 Grad hinten